# المشب (قفل شمر)

تعديل مصدري - تعديل

المشب هي إحدى قرى عزلة بني جل بمديرية قفل شمر التابعة لمحافظة حجة، بلغ تعداد سكانها 598 نسمة حسب تعداد اليمن لعام 2004.